# Jadwiga Dobrzyńska

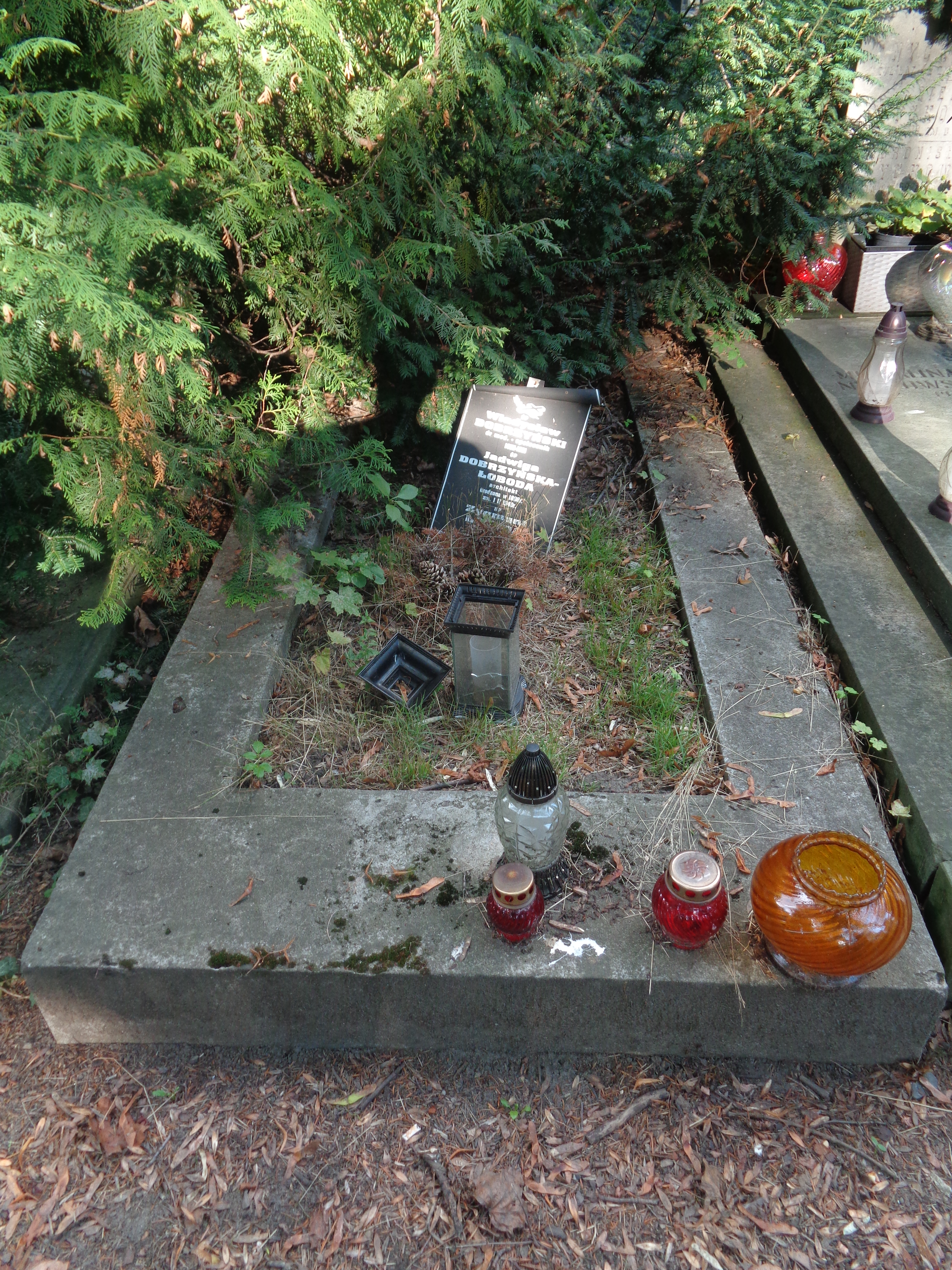
Nagrobek Jadwigi Dobrzyńskiej na cmentarzu Powązkowskim

Jadwiga Dobrzyńska-Łoboda (ur. 1898, zm. 1 lutego 1940 w Warszawie) – polska architektka.

## Życiorys
Córka Władysława Dobrzyńskiego – lekarza, który jako publicysta zajmował się tematyką urbanistyczną.
W roku 1922 ukończyła studia na Wydziale Architektury Politechniki Warszawskiej. Była pierwszą w Polsce kobietą, która zdobyła stosowne wykształcenie i uzyskała prawo do wykonywania zawodu architekta. Jako początkująca architektka uczestniczyła wraz ze współpracownikami w licznych konkursach architektonicznych. Od 1926 roku aż do śmierci pracowała wspólnie z mężem, architektem Zygmuntem Łobodą; w 1928 roku rozpoczęto według ich projektu budowę gmachu Śląskich Naukowych Zakładów Technicznych w Katowicach. Do innych realizacji Dobrzyńskiej i Łobody zalicza się m.in.:
- kolonia mieszkaniowa dla Spółdzielni Pracowników Monopolu Spirytusowego przy al. Wojska Polskiego na warszawskim Żoliborzu (1929–1930);
- sanatorium na Kubalonce w Istebnej (1937)[3];
- domy mieszkalne przy ul. Różanej 8, 9, 10 w Katowicach (1932)[1];
- dom własny przy ulicy Estońskiej 6 na Saskiej Kępie w Warszawie (1933);
- gmach PKO w Poznaniu (1934–1937).

Zmarła w Warszawie, pochowana na cmentarzu Powązkowskim (kwatera 190-2-23).